# Isorropus splendidus
Isorropus splendidus är en fjärilsart som beskrevs av De Toulgoët 1956. Isorropus splendidus ingår i släktet Isorropus och familjen björnspinnare. Inga underarter finns listade i Catalogue of Life.